# Autobahndreieck Jackerath
Das Autobahndreieck Jackerath (Abkürzung: AD Jackerath; Kurzform: Dreieck Jackerath) ist ein Autobahndreieck in Nordrhein-Westfalen in der Metropolregion Rhein-Ruhr. Es verbindet die Bundesautobahn 44 (Aachen – Odenkirchen) mit der Bundesautobahn 61 (Venlo – Koblenz – Hockenheim). Das neue örtlich versetzte Dreieck ersetzt seit 2018 das bisherige alte Autobahndreieck Jackerath, das zurückgebaut wurde.

## Geografie
Das Autobahndreieck liegt auf dem Gemeindegebiet von Titz im Kreis Düren, nahe dem Ortsteil Jackerath und dem Braunkohletagebau Garzweiler II. Die umliegenden Städte und Gemeinden sind Bedburg, Jüchen und Erkelenz. Es befindet sich etwa 17 Kilometer südlich von Mönchengladbach, etwa 30 Kilometer südwestlich von Düsseldorf und etwa 40 Kilometer nordöstlich von Aachen.
Das Autobahndreieck Jackerath trägt auf der A 44 die Anschlussstellennummer 10, auf der A 61 die Nummer 16.

## Geschichte

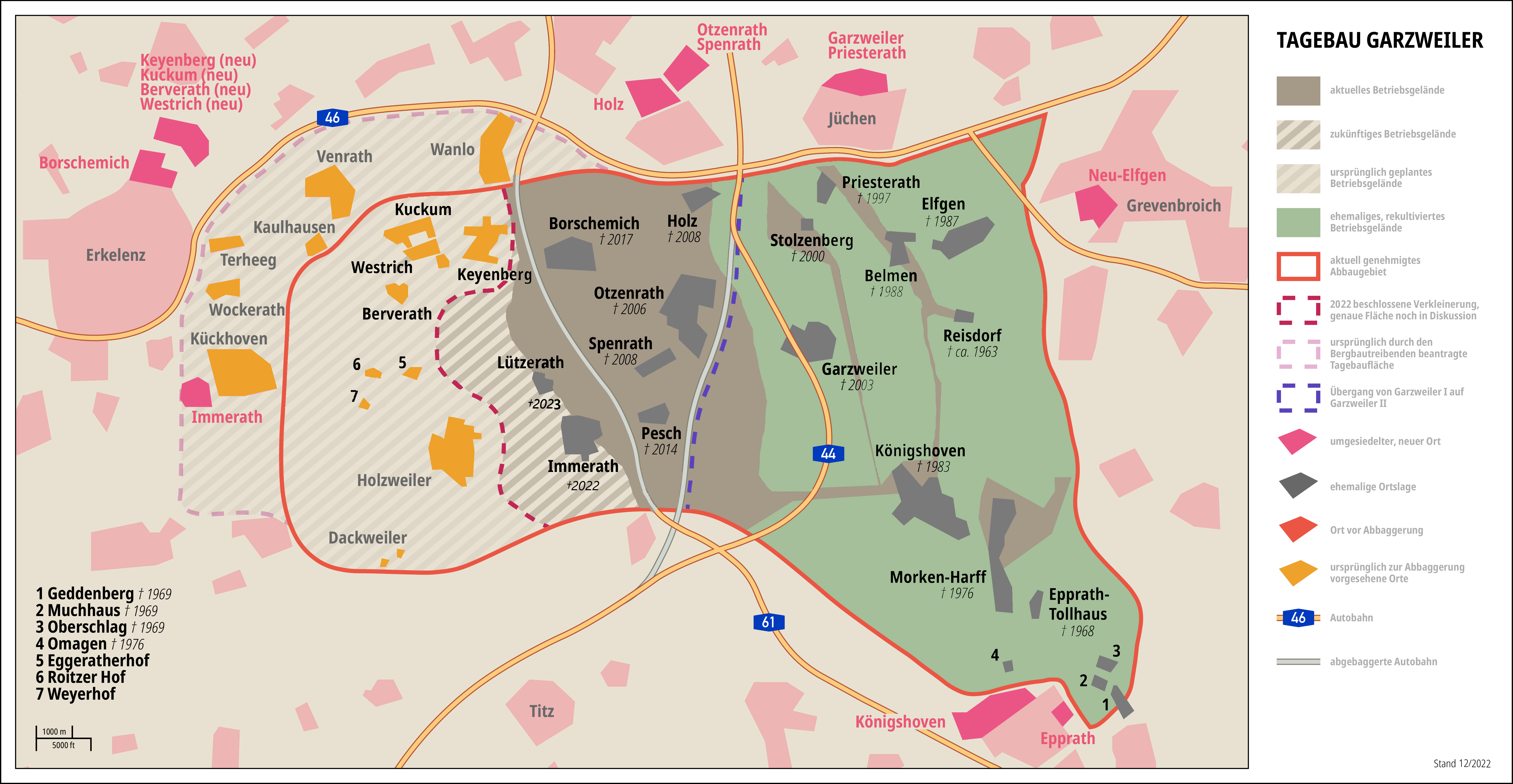
Braunkohletagebau Garzweiler

Lage des alten Autobahnkreuzes bzw. -dreiecks Jackerath (in Betrieb bis Sommer 2018), rechts das neue Kreuz

Das ursprüngliche Autobahnkreuz Jackerath wurde in den 1970er Jahren in einer Mischbauform Kleeblatt/Windmühle unmittelbar östlich der Ortslage Jackerath errichtet. Im Jahr 2005 wurde der Abschnitt der A 44 nördlich des Kreuzes bis zum Autobahnkreuz Holz für den Verkehr gesperrt und abgerissen, da das Gebiet vom Braunkohletagebau Garzweiler II in Anspruch genommen und abgebaggert wurde. Dadurch wurde das Autobahnkreuz Jackerath – ebenso wie das Kreuz Holz – zu einem Autobahndreieck in Sonderbauform.
Nach dem weiteren Fortschreiten des Tagebaus Richtung Westen und dem Wiederauffüllen der ausgekohlten Flächen konnte ab 2012 das fehlende Teilstück der A 44 auf einer im Vergleich zur alten Strecke nach Osten verschobenen Trasse wiederaufgebaut werden. In diesem Zuge wurde der Knotenpunkt Jackerath etwa 1 Kilometer südöstlich seines alten Standortes in Form eines Autobahnkreuzes neu errichtet. Die Freigabe erfolgte am 1. September 2018. Zeitgleich wurde die A 61 zwischen den Anschlussstellen Jackerath und Mönchengladbach-Wanlo gesperrt, die dort ihrerseits dem Tagebau weichen muss. Dadurch wurde das neu errichtete Kreuz umgehend wieder zu einem Autobahndreieck, da der nordwestliche Ast lediglich die Ausfahrt Jackerath bedient. Das alte Autobahndreieck wurde inzwischen vollständig zurückgebaut.

## Bauform und Ausbauzustand
Beide Autobahnen sind vierstreifig ausgebaut. Die Verbindungsrampen der Relation Aachen–Mönchengladbach sind zweispurig ausgeführt, die restlichen noch vorhandenen Rampen einspurig.
Das alte Autobahndreieck wurde ursprünglich als Kleeblatt mit Windmühlenrampe angelegt. Das neue Autobahndreieck ist ein fast vollständiges Kleeblatt mit einer halbdirekten Verbindung von der A 44 zur A 61 in Fahrtrichtung Koblenz.

## Verkehrsaufkommen
Das alte Dreieck wurde im Jahr 2015 täglich von rund 68.000 Fahrzeugen befahren.
| Von                 | Nach              | Durchschnittliche tägliche Verkehrsstärke | Durchschnittliche tägliche Verkehrsstärke | Durchschnittliche tägliche Verkehrsstärke | Anteil Schwerlastverkehr | Anteil Schwerlastverkehr | Anteil Schwerlastverkehr |
| Von                 | Nach              | 2005                                      | 2010                                      | 2015                                      | 2005                     | 2010                     | 2015                     |
| ------------------- | ----------------- | ----------------------------------------- | ----------------------------------------- | ----------------------------------------- | ------------------------ | ------------------------ | ------------------------ |
| AS Titz (A 44)      | AD Jackerath      | 43.700                                    | 34.100                                    | 33.100                                    | 13,5 %                   | 13,5 %                   | 12,3 %                   |
| AD Jackerath        | AK Holz (A 44)    | 44.900                                    | Abschnitt gesperrt                        | Abschnitt gesperrt                        | 13,0 %                   | Abschnitt gesperrt       | Abschnitt gesperrt       |
| AS Jackerath (A 61) | AD Jackerath      | 42.000                                    | 63.900                                    | 64.100                                    | 19,8 %                   | 17,6 %                   | 16,1 %                   |
| AD Jackerath        | AS Bedburg (A 61) | 39.000                                    | 37.200                                    | 39.000                                    | 19,8 %                   | 18,6 %                   | 19,7 %                   |